# Кебарська гребля
34°28′12″ пн. ш. 51°00′46″ сх. д. / 34.47° пн. ш. 51.01277778° сх. д.
Гребля Кебар — кам'яна аркова гребля на річці Кебар в Ірані, найстаріша відома арочна гребля у світі.
Розташована недалеко від однойменного міста, за 23 км на південний схід від Кума, недалеко від села Занбурак у Джаннатабаді.
Це стародавня гребля — перша арочна гребля, побудована монголами приблизно в 1280 в часи існування татаро-монгол. Це найстаріша з аркових гребель, що збереглися.
Висота залишає 26 м, і ширина - 55 м; побудована для постачання зрошувальної води. Спочатку вона була 24 метри заввишки, але 2 метри були додані на початку або в середині XVII століття. Арка греблі мала нормальну кривизну з радіусом 35 м та кутом 45 градусів. Гребля стояла на вапняку, а її вигин спирався на дві крилаті стіни, що служили упорами. Сторона греблі вниз за течією була вертикальна до наближення до гирла, де вона злегка вигнута. Біля правого, або західного, устою греблі є циліндрична діра глибиною 10 м, яка служила для водозабору та виведення греблі. Випускний отвір розташований внизу, і є отвір більшого розміру, але по всій шахті є різні отвори меншого розміру для випуску води. Дамба утворила невеликий резервуар, який більше не використовується і в основному заповнений мулом.